# Aveluy
Aveluy é uma comuna francesa na região administrativa de Altos da França, no departamento de Somme. Estende-se por uma área de 6,64 km². Em 2010 a comuna tinha 527 habitantes (densidade: 79,4 hab./km²).